# Vladlen Babcinețchi
Vladlen Babcinețchi (născut la 25 aprilie 1983 în Rezina, Republica Moldova) este artist plastic român, doctor în inginerie industrială.

## Biografie
Vladlen Babcinețchi  este artist plastic român de origine basarabeană. Din anul 2012 este doctor în inginerie industrială, publicând o monografie și numeroase articole pe tema proporțiilor corpului uman cu aplicații ale acestora în diverse domenii de activitate. Concepe programul de proiectare  SECTOR, ce utilizează automat secțiunea de aur în proporționarea compozițiilor artistice.

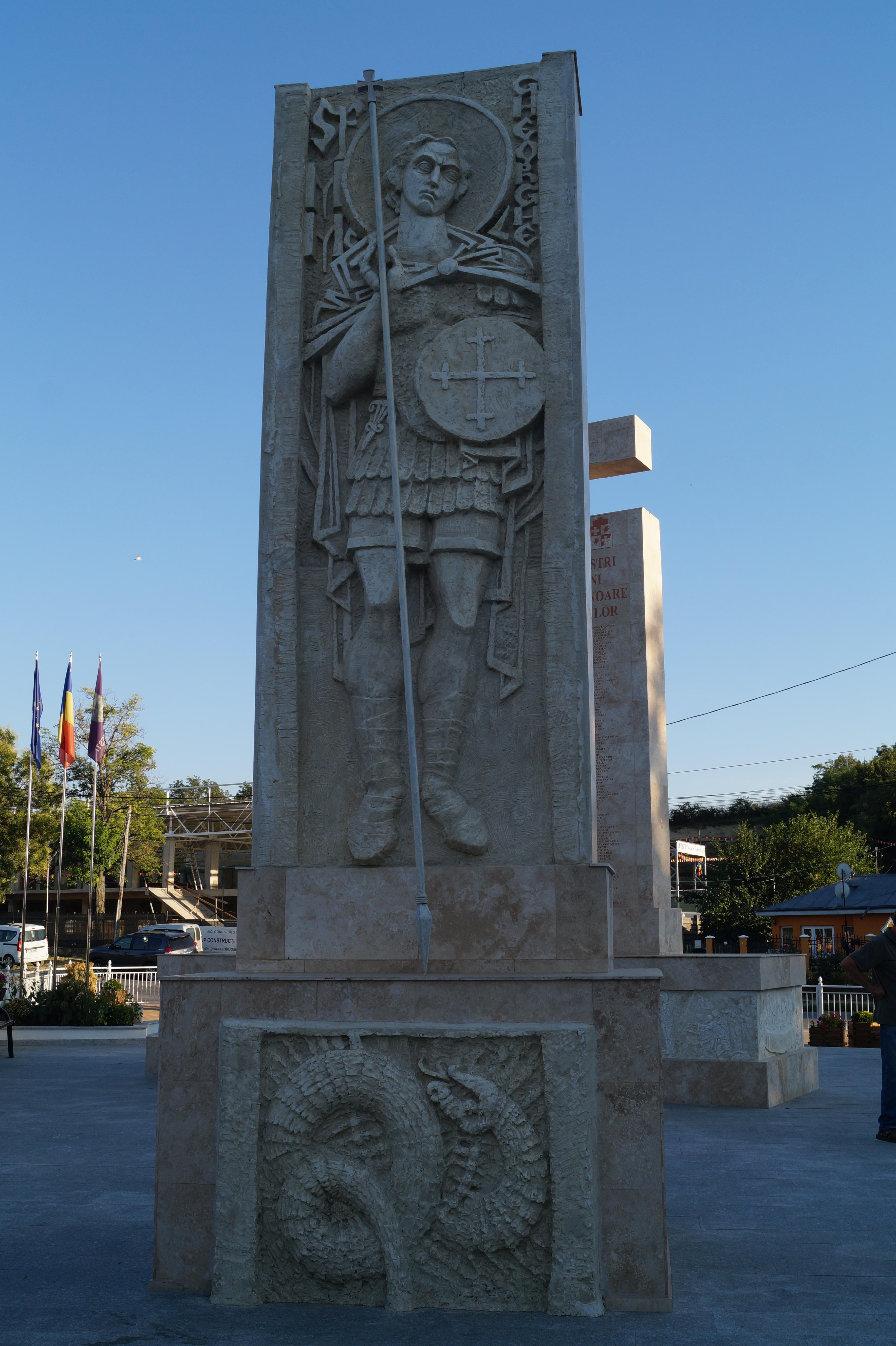
Ansamblu monumental Spirit și Memorie- detaliu- Sf. Gheorghe

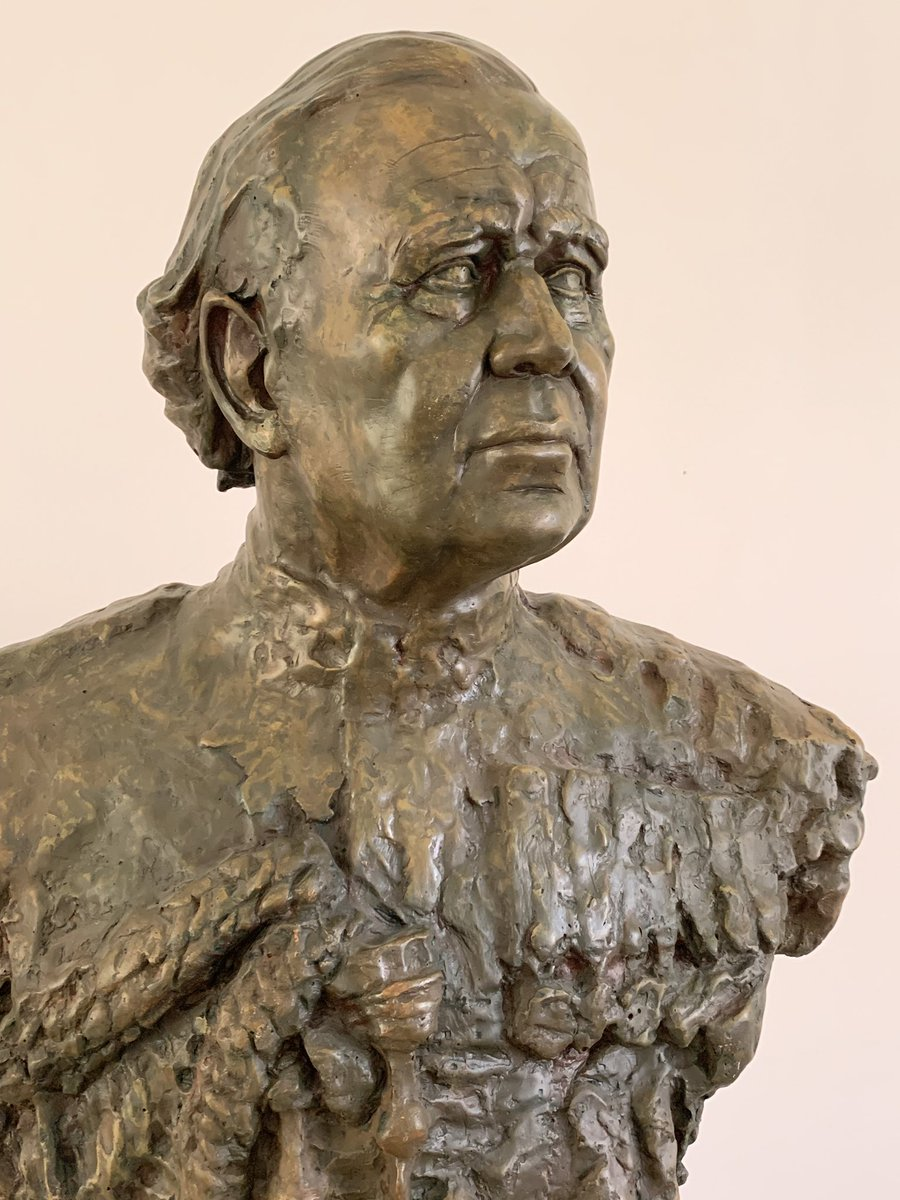

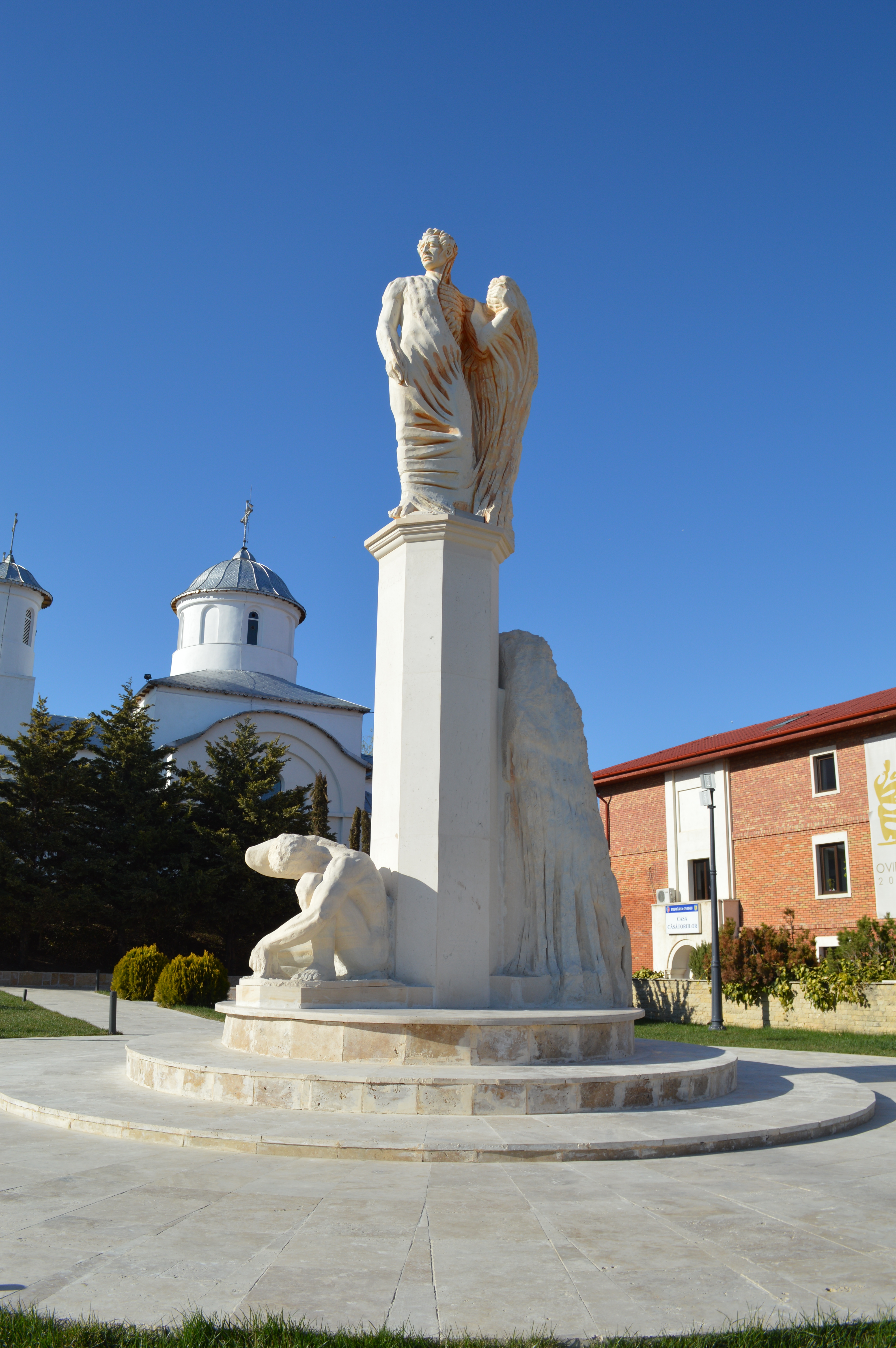
Ansamblul monumental Poet Ovidiu, Ovidiu /jud. Constanta.

## Lucrări publicate
1. Cercetări în domeniul caracterizării corpului omenesc din punct de vedere antropomorfologic cu aplicații în artă și proiectarea constructivă a vestimentației, Editura Politehnium, Iasi,2011, ISBN 978-973-621-383-3
2. Babcinețchi, Vladlen , Mitu, Stan, Dabija, Ala, The Rapport of clothing’s products proportions and human body, în Analele Universitatii din Oradea, Fascicola de Textile-Pielărie , revista CNCSIS( B+) , vol.2, pag .19-24 ,ISSN: L=1843-813X
3. Babcinețchi,Vladlen, Mitu, Stan, Dabija, Ala, The result’s use of precessing the anthropometrical data for realization of art work , în Analele Universității din Oradea , Fascicola de Textile-Pielărie, Revista CNCSIS ( B+),vol. I,pag. 9-14 ISSN-L=1843-813X;
4. Babcinetchi, Vladlen, Modern methods of comparative analysis of the human body’s proportions , în Вестник Пермского Государственного Института Искусства и Культуры, №9,2010, стр.70-77 Пермь, Россия, (Vestnik Permskogo Gosudarstvennogo Instituta Iskusstva i Kulturi ,nr. 9/2010 , раg.70-77  , Permi, Rusia, )ISSN-1819-6071;
5. Babcinețchi, Vladlen , Mitu, Stan , Manole, Manuel,  Applying the gold section for the “Tree of life “ concept, în Annals of the University of Oradea, Fascicle of Textile-Leatherwork, Oradea , 2009, p. 109-116;
6. Babcinețchi Vladlen, Mitu, Stan, Diversitate sculpturală petersburgheză: studiu antropometric, comunicare  în cadrul Conferinței internaționale “Limbi și culturi slave în spațiul  comunicațional al noii Europe”, ediția a II-a,2011,Universitatea „Al.I.Cuza”Iași, acceptată spre publicare;
7. Dabija Ala, Mitu Stan, Babcinetchi Vladlen, Experimental studies application of the one dimensional normal distribution on major anthropometric parameters of male(age group 35....60 years), în  Analele Universitatii din Oradea, Fascicola de Textile- Pielarie,Revista CNCSIS ( B+)vol. 2, pag.64-68, ISSN –L=1843-813X;
8. Dabija Ala, Mitu Stan, Babcinetchi Vladlen, Application experimental studi;2es of the two-dimensional normal distribution on anthropometric parameters (age group 35...60 years), în Analele Universității din Oradea , Fascicola de Textile –Pielarie, Revista CNCSIS ( B+)vol 2, pag. 68-74, ISSN –L=1843-813X;
9. Ludmila Bejenaru, Vladlen Babcinețchi, ”L’ icone russe: d’ ecole novgorodiene a „Cine” A.Ivanov” în “Cultura” International Jurnal of Philoshophy of Culture and Axiology,ISSN1584-1057,nr.4,2005,pag.97-105; (revistă ISI);( articol în limba franceză)
10. Беженару Людмила, Бабчинецкий  Владлен, «Некоторые аспекты взаимосвязи культуры с языком и речью», în «България – кръстопът на култури и цивилизации», ISBN 978-954-8887-91-5,  editura  «За буквите – О писменехь», София, 2010, раg.151 -156;(Lucrările conferinței din 01.11.2009, Sofia, Bulgaria)
11. Babcinetchi Vladlen, sculptura “Portret” , publicație în revista Puncte punct puncte, nr.7 , Iasi,2008, ISSN- 1844-7449;
12. Vladlen Babcinetchi, pictura “Geneza” , publicație, în revista Puncte punct puncte , nr 8 , Iasi, 2008, ISSN 1844-7449;
13. Babcinetchi Vladlen, sculptura “Tacere” , expusă în cadrul Salonului anual de artă-2010, publicată în album, Editura Performantica, Iași, 2009,ISBN 978-973-730-638-8;
14. Aurel Popp, Vladlen Babcinețchi, Mihaela Carp, Procedee moderne de înnobilare a vestimentației,Industria Textilă, 2-2012, (Revistă CNCSIS , cotată ISI,grupa A), pag.79-84, ISSN-1222-5347(57-112)
15. Ludmila Bejenaru, Vladlen Babcinetchi, "Rediscovery" of the golden section (ratio) in Byzantine art”, 11th international Scientific Conference ENGINEERING FOR RURAL DEVELOPMENT,May 24-25, 2012, Latvia University of Agriculture, Faculty of Engineering, Yalgava, ISSN 1691- 3043, pag.609-614;
16. (Abstracted and indexed:AGRIS,CAB ABSTRACTS;CABI full text;EBSCO  Academic Search Complete;Thomson Reuters Web of Sciense;Elsevier  Scopus;PROQUEST database).ONLINE:http://tf.llu.lv/conference/proceedings2012/